# Dyskografia Charliego Mariano

## Albumy nagrane w charakterze lidera i współlidera
| Nagrany | Wydany | Album                                                                | Wykonawca - lider                                                    | Wytwórnia        |
| ------- | ------ | -------------------------------------------------------------------- | -------------------------------------------------------------------- | ---------------- |
| 1951    | 1951   | The New Sounds From Boston – with Charlie Mariano and His Groups     | Charlie Mariano                                                      | Prestige         |
| 1953    | 1953   | Boston All Stars                                                     | Charlie Mariano                                                      | Prestige         |
| 1955    | 1956   | Charlie Mariano                                                      | Charlie Mariano                                                      | Bethlehem        |
| 1955    | 1956   | Beauties of 1918                                                     | Charlie Mariano – Jerry Dodgion Sextet                               | World Pacific    |
| 1960    |        | Toshiko Mariano Quartett                                             | Charlie Mariano – Toshiko Akiyoshi                                   | Candid           |
| 1963    |        | A Jazz Portrait of Charlie Mariano                                   | Charlie Mariano                                                      | Fresh Sound      |
| 1967    |        | Folk Soul                                                            | Charlie Mariano                                                      | Victor (Japonia) |
| 1967    | 1974   | Iberian Waltz                                                        | Charlie Mariano – Sadao Watanabe                                     | Denon            |
| 1971    | 1973   | Charlie Mariano With The Chris Hinze Combination                     | Charlie Mariano – The Chris Hinze Combination                        | Freedom          |
| 1972    |        | Mirror                                                               | Charlie Mariano                                                      | Atlantic         |
| 1973    |        | Altissimo                                                            | Charlie Mariano – Gary Bartz – Lee Konitz – Jackie McLean            | Philips          |
| 1974    |        | Reflections                                                          | Charlie Mariano                                                      | RCA Victor       |
| 1974    |        | Cascade                                                              | Charlie Mariano                                                      | Keytone          |
| 1976    | 1976   | Helen 12 Trees                                                       | Charlie Mariano                                                      | MPS              |
| 1977    |        | October                                                              | Charlie Mariano                                                      | Contemporary     |
| 1979    |        | Sleep My Love                                                        | Charlie Mariano – Jasper van ’t Hof – Philip Catherine               | CMP              |
| 1979    | 1980   | Crystal Bells                                                        | Charlie Mariano                                                      | CMP              |
| 1980    | 1984   | Tea for Four                                                         | Charlie Mariano – Edward Vesala – Arild Andersen – Jasper van ’t Hof | Leo Records      |
| 1980(?) | 1990   | Live                                                                 | Charlie Mariano – Karnataka College of Percussion                    | veraBra          |
| 1983    |        | Jyothi                                                               | Charlie Mariano – Karnataka College of Percussion                    | ECM              |
| 1984    |        | Tears of Sound                                                       | Charlie Mariano – Paul Shigihara – Wells – Küttner                   | Nabel            |
| 1985    |        | Plum Island                                                          | Charlie Mariano Group                                                | Mood             |
| 1986    |        | Meditation on a Landscape - Tagore                                   | Charlie Mariano – Wolfgang Dauner                                    | Mood             |
| 1987    |        | Mariano                                                              | Charlie Mariano                                                      | Intuition        |
| 1990    |        | Pas De Trois                                                         | Charlie Mariano – Wolfgang Dauner – Dino Saluzzi                     | Mood             |
| 1953    | 1990   | Boston All Stars (reed. łącznie z The New Sounds From Boston z 1951) | Charlie Mariano                                                      | Prestige         |
| 1990    | 1991   | Abbaye de l'Épau                                                     | Charlie Mariano – André Jaume                                        | CELP             |
| 1991    | 1992   | Innuendo                                                             | Charlie Mariano – Jasper van ’t Hof – Marilyn Mazur                  | Lipstick         |
| 1993    |        | Seventy                                                              | Charlie Mariano & Friends                                            | Intuition        |
| 1993    | 1995   | Ancient Longing                                                      | Christoph Stiefel – Charlie Mariano – Peter Erskine – Dieter Ilg     | Jazzline         |
| 1998    | 1998   | Savannah Samurai                                                     | Charlie Mariano                                                      | Jazzline         |
| 1998    | 1998   | Bangalore                                                            | Charlie Mariano                                                      | Intuition        |
| 2000    |        | Tango from Charlie                                                   | Charlie Mariano                                                      | Enja             |
| 2000    | 2001   | Brutto Tempo                                                         | Charlie Mariano – Jasper van ’t Hof – Steve Swallow                  | Intuition        |
| 2000    | 2002   | Frontier Traffic                                                     | Charlie Mariano – Ali Haurand – Daniel Humair                        | Konnex           |
| 2003    |        | Opus Absolutum                                                       | Charlie Mariano – Vitold Rek                                         | Taso TMP 509     |
| 2003    |        | Not Quite a Ballad                                                   | Charlie Mariano Meets – The Würzburg Philharmonic                    | Intuition        |
| 2005    |        | When the Sun Comes Out                                               | Charlie Mariano                                                      |                  |
| 2005    |        | Cathedral, Vol. 1                                                    | Charlie Mariano – Vitold Rek                                         | Taso TMP 611     |
| 2005    |        | Om Keshav                                                            | Charlie Mariano – R.A. Ramamani                                      |                  |
| 2005    |        | Due                                                                  | Charlie Mariano – Dieter Ilg                                         |                  |
| 2005/6  | 2007   | The Music Of Charlie Mariano                                         | Charlie Mariano – Mike Herting                                       | Double Moon      |
| 2006    |        | Silver Blue                                                          | Charlie Mariano – Cholet-Känzig-Papaux Trio                          | Enja             |
| 2006    |        | Beauty                                                               | Charlie Mariano – Hübner – Beirach                                   |                  |
| 2006    |        | Sadao & Charlie Again                                                | Charlie Mariano – Sadao Watanabe                                     |                  |
| 2007    |        | max.bab & Charlie Mariano                                            | Charlie Mariano – max.bab                                            |                  |
| 2007    |        | Ecos Del Alma                                                        | Charlie Mariano – Quique Sinesi                                      |                  |
| 2007    | 2007   | The Tamarind Tree                                                    | Charlie Mariano – Johannes Schenk – Ramesh Shotham                   | Lipstick         |
| 2007    | 2008   | The Door Is Open                                                     | Charlie Mariano – Julian F. Thayer – Klaus Suonsaari                 | KSJazz           |
| 2007    | 2008   | Blues & Ballads                                                      | Charlie Mariano – Benjamin Koppel                                    | Cowbell Music    |
| 2008    | 2009   | The Great Concert                                                    | Charlie Mariano – Philip Catherine – Jasper van ’t Hof               | Enja             |

## Albumy nagrane w charakterze muzyka sesyjnego lub członka zespołu
| Nagrany | Wydany | Album                     | Wykonawca - lider                                                                     | Wytwórnia                     |
| ------- | ------ | ------------------------- | ------------------------------------------------------------------------------------- | ----------------------------- |
| 1955    | 1955   | Herbie Harper             | Herbie Harper                                                                         | Bethlehem                     |
| 1973    |        | We Keep On                | Embryo – Charlie Mariano                                                              | BASF                          |
| 1973    |        | 29.6.73 In Hamburg        | Embryo – Mal Waldron – Charlie Mariano                                                | Schneeball (private pressing) |
| 1974    | 1974   | Transitory                | Pork Pie                                                                              | Promising/MPS                 |
| 1975    | 1975   | Jazz a Confronto 15       | Jac's Group – Charlie Mariano                                                         | Horo                          |
| 1975    | 1976   | The Door Is Open          | Pork Pie                                                                              | MPS                           |
| 1980    |        | Live                      | Embryo – Charlie Mariano – Karnataka College of Percussion                            | Schneeball                    |
| 1984    | 1985   | World Music Meeting       | Charlie Mariano – Hozan Yamamoto – Juan Jose Mosalini – Krzesimir Dębski i in.        | Eigelstein Musikproduction    |
| 1992    | 1996   | Operanoïa                 | Pork Pie                                                                              | Intuition                     |
| 1993    | 1995   | Ancient Longing           | Christoph Stiefel – Charlie Mariano – Peter Erskine – Dieter Ilg                      | Jazzline                      |
| 1995    | 1998   | Trigrib                   | Thorsten Klentze Quartet – Charlie Mariano – Jost H. Hecker – Marika Falk             | Konnex                        |
| 1999    |        | Mariano                   | Thorsten Klentze - Charlie Mariano - Marika Falk - Jost H. Hecker - Roger Jannotta    | Konnex                        |
| 1998    | 2005   | Fellowship                | Theo Jörgensmann – Charlie Mariano – Kent Carter – Petras Vysniauskas – Karl Berger   | hatOLOGY                      |
| 2001    | 2002   | The Polish Folk Explosion | Vitold Rek – Charlie Mariano – Albert Mangelsdorff – John Tchicai                     | TMP 507                       |
| 2005    | 2006   | Many Ways                 | KCP 5 – Charlie Mariano – R.A. Ramamani – T.A.S. Mani – Ramesh Shotham – Mike Herting | Double Moon                   |